# Gran Premio motociclistico del Qatar 2022
Il Gran Premio motociclistico del Qatar 2022 è stato la prima prova del motomondiale del 2022. Le vittorie nelle tre classi sono andate a: Enea Bastianini in MotoGP, Celestino Vietti in Moto2 e Andrea Migno in Moto3. Per Bastianini si tratta della prima vittoria in MotoGP e per Vietti la prima in Moto2.

## MotoGP

### Arrivati al traguardo
| Pos. | Nº | Pilota                | Squadra                     | Motocicletta       | Giri | Tempo     | Griglia | Punti |
| ---- | -- | --------------------- | --------------------------- | ------------------ | ---- | --------- | ------- | ----- |
| 1º   | 23 | Enea Bastianini       | Gresini Racing              | Ducati Desmosedici | 22   | 42'13.198 | 2º      | 25    |
| 2º   | 33 | Brad Binder           | Red Bull KTM Factory Racing | KTM RC16           | 22   | +0.346    | 7º      | 20    |
| 3º   | 44 | Pol Espargaró         | Repsol Honda                | Honda RC213V       | 22   | +1.351    | 6º      | 16    |
| 4º   | 41 | Aleix Espargaró       | Aprilia Racing              | Aprilia RS-GP      | 22   | +2.242    | 5º      | 13    |
| 5º   | 93 | Marc Márquez          | Repsol Honda                | Honda RC213V       | 22   | +4.099    | 3º      | 11    |
| 6º   | 36 | Joan Mir              | Suzuki Ecstar               | Suzuki GSX-RR      | 22   | +4.843    | 8º      | 10    |
| 7º   | 42 | Álex Rins             | Suzuki Ecstar               | Suzuki GSX-RR      | 22   | +8.810    | 10º     | 9     |
| 8º   | 5  | Johann Zarco          | Pramac Racing               | Ducati Desmosedici | 22   | +10.536   | 13º     | 8     |
| 9º   | 20 | Fabio Quartararo      | Monster Energy Yamaha       | Yamaha YZR-M1      | 22   | +10.543   | 11º     | 7     |
| 10º  | 30 | Takaaki Nakagami      | LCR Honda Idemitsu          | Honda RC213V       | 22   | +14.967   | 16º     | 6     |
| 11º  | 21 | Franco Morbidelli     | Monster Energy Yamaha       | Yamaha YZR-M1      | 22   | +16.712   | 12º     | 5     |
| 12º  | 12 | Maverick Viñales      | Aprilia Racing              | Aprilia RS-GP      | 22   | +23.216   | 19º     | 4     |
| 13º  | 10 | Luca Marini           | Mooney VR46 Racing          | Ducati Desmosedici | 22   | +27.283   | 17º     | 3     |
| 14º  | 4  | Andrea Dovizioso      | WithU Yamaha RNF            | Yamaha YZR-M1      | 22   | +27.374   | 20º     | 2     |
| 15º  | 87 | Remy Gardner          | Tech3 KTM Factory Racing    | KTM RC16           | 22   | +41.107   | 22º     | 1     |
| 16º  | 40 | Darryn Binder         | WithU Yamaha RNF            | Yamaha YZR-M1      | 22   | +41.119   | 24º     |       |
| 17º  | 49 | Fabio Di Giannantonio | Gresini Racing              | Ducati Desmosedici | 22   | +41.349   | 21º     |       |
| 18º  | 25 | Raúl Fernández        | Tech3 KTM Factory Racing    | KTM RC16           | 22   | +42.357   | 23º     |       |

### Ritirati
| Nº | Pilota            | Squadra                     | Motocicletta       | Giri | Griglia |
| -- | ----------------- | --------------------------- | ------------------ | ---- | ------- |
| 89 | Jorge Martín      | Pramac Racing               | Ducati Desmosedici | 11   | 1º      |
| 63 | Francesco Bagnaia | Ducati Lenovo               | Ducati Desmosedici | 11   | 9º      |
| 88 | Miguel Oliveira   | Red Bull KTM Factory Racing | KTM RC16           | 10   | 14º     |
| 73 | Álex Márquez      | LCR Honda Castrol           | Honda RC213V       | 9    | 18º     |
| 72 | Marco Bezzecchi   | Mooney VR46 Racing          | Ducati Desmosedici | 6    | 15º     |
| 43 | Jack Miller       | Ducati Lenovo               | Ducati Desmosedici | 6    | 4º      |

## Moto2

### Arrivati al traguardo
| Pos. | Nº | Pilota                  | Squadra                  | Motocicletta | Giri | Tempo     | Griglia | Punti |
| ---- | -- | ----------------------- | ------------------------ | ------------ | ---- | --------- | ------- | ----- |
| 1º   | 13 | Celestino Vietti        | Mooney VR46 Racing       | Kalex        | 20   | 39'53.637 | 1º      | 25    |
| 2º   | 40 | Arón Canet              | Flexbox HP40             | Kalex        | 20   | +6.154    | 9º      | 20    |
| 3º   | 22 | Sam Lowes               | Elf Marc VDS Racing      | Kalex        | 20   | +10.181   | 3º      | 16    |
| 4º   | 37 | Augusto Fernández       | Red Bull KTM Ajo         | Kalex        | 20   | +10.259   | 6º      | 13    |
| 5º   | 14 | Tony Arbolino           | Elf Marc VDS Racing      | Kalex        | 20   | +11.421   | 2º      | 11    |
| 6º   | 79 | Ai Ogura                | Idemitsu Honda Team Asia | Kalex        | 20   | +12.331   | 5º      | 10    |
| 7º   | 9  | Jorge Navarro           | Flexbox HP40             | Kalex        | 20   | +14.866   | 12º     | 9     |
| 8º   | 16 | Joe Roberts             | Italtrans Racing         | Kalex        | 20   | +15.371   | 14º     | 8     |
| 9º   | 6  | Cameron Beaubier        | American Racing          | Kalex        | 20   | +17.368   | 11º     | 7     |
| 10º  | 23 | Marcel Schrötter        | Liqui Moly Intact GP     | Kalex        | 20   | +18.908   | 13º     | 6     |
| 11º  | 96 | Jake Dixon              | Inde GasGas Aspar        | Kalex        | 20   | +18.958   | 7º      | 5     |
| 12º  | 51 | Pedro Acosta            | Red Bull KTM Ajo         | Kalex        | 20   | +26.051   | 10º     | 4     |
| 13º  | 75 | Albert Arenas           | Inde GasGas Aspar        | Kalex        | 20   | +26.139   | 15º     | 3     |
| 14º  | 52 | Jeremy Alcoba           | Liqui Moly Intact GP     | Kalex        | 20   | +31.755   | 21º     | 2     |
| 15º  | 5  | Romano Fenati           | MB Conveyors Speed Up    | Boscoscuro   | 20   | +33.639   | 26º     | 1     |
| 16º  | 54 | Fermín Aldeguer         | MB Conveyors Speed Up    | Boscoscuro   | 20   | +34.155   | 8º      |       |
| 17º  | 42 | Marcos Ramírez          | MV Agusta Forward Racing | MV Agusta F2 | 20   | +36.282   | 20º     |       |
| 18º  | 24 | Simone Corsi            | MV Agusta Forward Racing | MV Agusta F2 | 20   | +37.699   | 18º     |       |
| 19º  | 64 | Bo Bendsneyder          | Pertamina Mandalika SAG  | Kalex        | 20   | +40.594   | 17º     |       |
| 20º  | 18 | Manuel González         | Yamaha VR46 Master Camp  | Kalex        | 20   | +43.946   | 23º     |       |
| 21º  | 2  | Gabriel Rodrigo         | Pertamina Mandalika SAG  | Kalex        | 20   | +44.347   | 22º     |       |
| 22º  | 61 | Alessandro Zaccone      | Gresini Racing           | Kalex        | 20   | +49.180   | 24º     |       |
| 23º  | 81 | Keminth Kubo            | Yamaha VR46 Master Camp  | Kalex        | 20   | +50.203   | 25º     |       |
| 24º  | 84 | Zonta van den Goorbergh | RW Racing GP             | Kalex        | 20   | +56.194   | 28º     |       |
| 25º  | 4  | Sean Dylan Kelly        | American Racing          | Kalex        | 20   | +56.336   | 27º     |       |
| 26º  | 28 | Niccolò Antonelli       | Mooney VR46 Racing       | Kalex        | 20   | +56.357   | 29º     |       |

### Ritirati
| Nº | Pilota              | Squadra          | Motocicletta | Giri | Griglia |
| -- | ------------------- | ---------------- | ------------ | ---- | ------- |
| 7  | Barry Baltus        | RW Racing GP     | Kalex        | 19   | 16º     |
| 19 | Lorenzo Dalla Porta | Italtrans Racing | Kalex        | 15   | 19º     |
| 12 | Filip Salač         | Gresini Racing   | Kalex        | 2    | 4º      |

## Moto3

### Arrivati al traguardo
| Pos. | Nº | Pilota           | Squadra                   | Motocicletta  | Giri | Tempo     | Griglia | Punti |
| ---- | -- | ---------------- | ------------------------- | ------------- | ---- | --------- | ------- | ----- |
| 1º   | 16 | Andrea Migno     | Rivacold Snipers          | Honda NSF250R | 18   | 37'59.522 | 3º      | 25    |
| 2º   | 11 | Sergio García    | Gaviota GasGas Aspar      | Gas Gas       | 18   | +0.037    | 6º      | 20    |
| 3º   | 27 | Kaito Toba       | CIP Green Power           | KTM RC 250 GP | 18   | +0.573    | 11º     | 16    |
| 4º   | 53 | Deniz Öncü       | Red Bull KTM Tech3        | KTM RC 250 GP | 18   | +0.594    | 9º      | 13    |
| 5º   | 17 | John McPhee      | Sterilgarda Husqvarna Max | Husqvarna     | 18   | +1.064    | 5º      | 11    |
| 6º   | 10 | Diogo Moreira    | MT Helmets - MSI          | KTM RC 250 GP | 18   | +1.481    | 18º     | 10    |
| 7º   | 7  | Dennis Foggia    | Leopard Racing            | Honda NSF250R | 18   | +1.951    | 28º     | 9     |
| 8º   | 28 | Izan Guevara     | Gaviota GasGas Aspar      | Gas Gas       | 18   | +2.545    | 27º     | 8     |
| 9º   | 6  | Ryusei Yamanaka  | MT Helmets - MSI          | KTM RC 250 GP | 18   | +2.742    | 4º      | 7     |
| 10º  | 43 | Xavier Artigas   | CFMoto Racing PrüstelGP   | CFMoto        | 18   | +6.055    | 10º     | 6     |
| 11º  | 48 | Iván Ortolá      | Angeluss MTA              | KTM RC 250 GP | 18   | +6.080    | 7º      | 5     |
| 12º  | 54 | Riccardo Rossi   | SIC58 Squadra Corse       | Honda NSF250R | 18   | +12.933   | 13º     | 4     |
| 13º  | 82 | Stefano Nepa     | Angeluss MTA              | KTM RC 250 GP | 18   | +12.974   | 16º     | 3     |
| 14º  | 31 | Adrián Fernández | Red Bull KTM Tech3        | KTM RC 250 GP | 18   | +12.989   | 20º     | 2     |
| 15º  | 66 | Joel Kelso       | CIP Green Power           | KTM RC 250 GP | 18   | +13.084   | 14º     | 1     |
| 16º  | 96 | Daniel Holgado   | Red Bull KTM Ajo          | KTM RC 250 GP | 18   | +12.999   | 12º     |       |
| 17º  | 18 | Matteo Bertelle  | QJMotor Avintia Racing    | KTM RC 250 GP | 18   | +29.098   | 15º     |       |
| 18º  | 23 | Elia Bartolini   | QJMotor Avintia Racing    | KTM RC 250 GP | 18   | +29.128   | 24º     |       |
| 19º  | 64 | Mario Aji        | Honda Team Asia           | Honda NSF250R | 18   | +29.497   | 22º     |       |
| 20º  | 22 | Ana Carrasco     | BOE SKX                   | KTM RC 250 GP | 18   | +43.108   | 23º     |       |
| 21º  | 87 | Gerard Riu Male  | BOE SKX                   | KTM RC 250 GP | 18   | +47.964   | 25º     |       |
| 22º  | 70 | Joshua Whatley   | VisionTrack Racing        | Honda NSF250R | 18   | +48.272   | 26º     |       |

### Ritirati
| Nº | Pilota         | Squadra                   | Motocicletta  | Giri | Griglia |
| -- | -------------- | ------------------------- | ------------- | ---- | ------- |
| 71 | Ayumu Sasaki   | Sterilgarda Husqvarna Max | Husqvarna     | 12   | 1º      |
| 5  | Jaume Masiá    | Red Bull KTM Ajo          | KTM RC 250 GP | 9    | 2º      |
| 67 | Alberto Surra  | Rivacold Snipers          | Honda NSF250R | 9    | 19º     |
| 19 | Scott Ogden    | VisionTrack Racing        | Honda NSF250R | 6    | 17º     |
| 20 | Lorenzo Fellon | SIC58 Squadra Corse       | Honda NSF250R | 3    | 21º     |
| 24 | Tatsuki Suzuki | Leopard Racing            | Honda NSF250R | 3    | 29º     |
| 99 | Carlos Tatay   | CFMoto Racing PrüstelGP   | CFMoto        | 3    | 8º      |